# Friedemann Walldorf
Friedemann Walldorf (* 1964 in Mainz) ist ein deutscher evangelischer Theologe.

## Leben
Von 1983 bis 1988 studierte er Theologie in Krelingen und an der STH Basel. Von 1988 bis 1989 absolvierte er Gemeindearbeit in der evangelischen Kirchengemeinde Renningen-Malmsheim. Von 1990 bis 1995 war er Mitarbeiter der Deutschen Missionsgemeinschaft in Madrid (1991–1994). Von 1995 bis 1998 studierte er am Department of Theology and Religious Studies der University of South Africa und erwarb dort den Abschluss Master of Theology. Gleichzeitig war er von 1995 bis 1999 wissenschaftlicher Assistent an der FTA Gießen bei Hans Kasdorf (Missionswissenschaft). 
Nach der Promotion 1999 zum Doctor of Theology am Department of Theology and Religious Studies der University of South Africa lehrte er seit 1999 als Dozent für Missionswissenschaft an der FTH Gießen. 2004 wurde ihm der George-W.-Peters-Preis des Evangelischen Arbeitskreises für Mission, Kultur und Religion (AfeM) verliehen. Nach der Habilitation 2013 im Fach Interkulturelle Theologie / Missionswissenschaft an der Theologischen Fakultät der Humboldt-Universität zu Berlin wurde er 2014 Professor für Missionswissenschaft und Interkulturelle Theologie an der FTH Gießen.
Seine Forschungsschwerpunkte liegen im Bereich der neuesten Missionsgeschichte in Europa: Migration, interreligiöse Begegnung, transkulturelle Prozesse, kontextuelle Missionsbemühungen, Missionstheologien der Gegenwart; Hermeneutik und Theologie der Mission im ökumenischen Diskurs, Theologie der Religionen; interreligiöse Hermeneutik und populäre Musik und Mission; Mission und Kunst.

## Schriften (Auswahl)
- als Herausgeber mit Hans Kasdorf: Werdet meine Zeugen. Weltmission im Horizont von Theologie und Geschichte (= Hänssler Theologie). Hänssler, Neuhausen-Stuttgart 1996, ISBN 3-7751-2627-9.
- Die Neuevangelisierung Europas. Missionstheologien im europäischen Kontext (= Reihe systematisch-theologische Monografien Band 8). Brunnen-Verlag, Gießen/Basel 2002, ISBN 3-7655-9470-9 (zugleich Dissertation, Pretoria 1999).
- als Herausgeber mit Lothar Käser und Bernd Brandl: Mission und Reflexion im Kontext. Perspektiven evangelikaler Missionswissenschaft im 21. Jahrhundert. Festschrift für Klaus W. Müller zu seinem 65. Geburtstag (= afem – mission academics Band 31). VTR, Nürnberg 2010, ISBN 978-3-941750-26-5.
- Migration und interreligiöses Zeugnis in Deutschland. Die missionarische Begegnung zwischen Christen und Muslimen in den 1950er bis 1970er Jahren als transkultureller Prozess (= Studien der Berliner Gesellschaft für Missionsgeschichte Band 24). Franz Steiner Verlag, Stuttgart 2016, ISBN 978-3-515-11293-2 (zugleich Habilitationsschrift, HU Berlin 2013).